# Щельцин, Арсений Александрович
Арсений Александрович Щельцин (род. 2 марта 1990, Горький, РСФСР, СССР) — российский программист, технологический предприниматель и общественный деятель. Генеральный директор АНО «Цифровые платформы» и ООО «Цифровые платформы», разработчик магазина приложений NashStore. Директор по проектной деятельности Института развития интернета (с 2015 по 2018), директор сетевого издания Runet, сооснователь и директор Российской ассоциации криптовалют и блокчейна (с 2017 по 2018).

## Образование
Окончил МОУ СОШ № 154 в Нижнем Новгороде в 2007 году. Получил степень бакалавра по специализации «Бизнес-информатика и прикладная математика» в Высшей школе экономики в 2011 году, магистра по специализации «Инновационный менеджмент» в 2013 году и степень Мастера делового администрирования (МВА) по специализации «Стратегическое управление информационными системами (CIO)» в 2016 году.

## Карьера
В 2008 году Щельцин разработал проект «Пиксель-Су» для создания пользовательских аватаров для ВКонтакте. В 2009 году запустил социальную сеть «Росталант» для талантливых молодых людей и молодёжный развлекательный портал clubcore.ru. В 2011 году соосновал онлайн телевидение ГорькийТВ, а в 2012 году — диджитал маркетинговое агентство «Калорс групп». В 2013 году запустил платформу для региональных видеопродуктов Touchvision. В 2015 году организовал новостной агрегатор Trend.Today. С 2013 по 2015 год возглавлял департамент интернет-коммуникаций ЦИК «Единая Россия». Запустил проекты «Мы вместе» и «Предварительное голосование».

### Институт Развития Интернета (ИРИ)
В 2015 году Щельцин стал топ-экспертом в Экспертном совете Института развития интернета (ИРИ), созданного по поручению Президента России Владимира Путина, в кластере «Государство и общество». С декабря 2015 года управлял полным циклом развития портфеля проектов, включая проекты по импортозамещению программного обеспечения, разработке стратегических инициатив в области информационных технологий и коммуникаций, включая проекты Госмессенджер и стандарты государственных сайтов. Щельцин участвовал в разработке предложений по изменению законодательства для приоритета российского программного обеспечения и оборудования, продлению пониженных тарифов страховых взносов для IT-компаний и улучшению качества оказания государственных услуг в электронном виде.

### Российская ассоциация криптовалют и блокчейна (РАКИБ)
В 2017 году стал одним из основателей РАКИБ, занимающейся развитием, регулированием и поддержкой технологий криптовалют и блокчейн в России. В октябре 2017 года РАКИБ направила в Госдуму законопроект о легализации краудинвестинга и ICO. Ассоциация также предложила правительству снизить тарифы на электроэнергию для майнинга криптовалют.

### АНО «Цифровые платформы»
На посту генерального директора АНО «Цифровые платформы» инициировал создание федерального образовательного проекта Цифровая журналистика и маркетплейса делового программного обеспечения, магазина мобильных пользовательских приложений NashStore.

## Общественная деятельность
В 2010 году Щельцин избран в Молодёжный парламент Нижегородской области, где занимал пост председателя комиссии по информатизации и инновационной деятельности. В 2011 году принял участие в Праймериз Общероссийского народного фронта (ОНФ) для выборов в Государственную Думу.

## Личная жизнь
Женат, воспитывает двух дочерей.

## События

### Щельцин и Единая Россия
Щельцин был замешан в проекте по агитации Единой России, как организатор программного обеспечения по нейтрализации негативного мнения в 2011 году и 2013 году. Также являлся консультантом и подрядчиком Администрации Президента в системах мониторинга социальных сетей и СМИ.

### Мем о банальных советах
В августе 2021 года Арсений Щельцин стал объектом интернет-мема после серии статей, в которых он давал советы по информационным технологиям и кибербезопасности. Рекомендации, такие как «как быстро передать информацию со смартфона на компьютер» и «зачем нужен кнопочный телефон в наши дни», вызвали сарказм в экспертном сообществе из-за их банальности, сенсационных заголовков и большого количества просмотров.

### Нападение в 2024 году
В ночь на 8 июня 2024 года на Арсения Щельцина и его друга Ивана Позднякова было совершено нападение на Сиреневом бульваре в Москве. По версии следствия, лидер рок-группы «Пасека» Роман Медведкин напал на Щельцина и Позднякова. Иван Поздняков получил множественные ножевые ранения и скончался. Щельцина госпитализировали с ножевыми ранениями. Медведкин и его спутница были задержаны полицией вскоре после нападения.